# كاران باتل (لاعب كريكت)
كاران باتل (30 سبتمبر 1994 - ) هو لاعب كريكت هندي.

## وصلات خارجية
- كاران باتل على موقع إي آس بي آن كريك إنفو (الإنجليزية)